# Frank Foss
Frank Kent Foss (Chicago, Illinois, 9 de maig de 1895 - Hinsdale, Illinois, 5 d'abril de 1989) va ser un atleta estatunidenc, especialista en salt de perxa, que va competir a començaments del segle xx.
El 1920 va prendre part en els Jocs Olímpics, d'Anvers, on disputà la prova del salt de perxa del programa d'atletisme. En ella guanyà la medalla d'or amb un millor salt de 4m 09 cm, que suposava un nou rècord del món.
Foss es graduà a la Universitat Cornell el 1917. Va ser campió de l'IC4A el 1916. El 1919 i 1920 va ser campió de l'AAU.